# Estación de Chênée
La estación de Chênée es una estación de tren belga situada en Lieja, en la provincia de Lieja, región Valona.
Pertenece a la línea  de S-Trein Lieja.

## Situación ferroviaria
La estación se encuentra en la línea 37 (Lieja-Hergenrath).

## Intermodalidad
| Línea | Procedencia                | Parada      | Destino              |
| ----- | -------------------------- | ----------- | -------------------- |
| 30    | LIÈGE Opéra                | CHÊNÉE Gare | EMBOURG Café Lacroix |
| 31    | LIÈGE République Française | CHÊNÉE Gare | TROOZ Gare SNCB      |
| 64    | LIÈGE Opéra                | CHÊNÉE Gare | AYWAILLE Gare        |
| 65    | LIÈGE Opéra                | CHÊNÉE Gare | REMOUCHAMPS Gare     |